# Gastrinia
Gastrinia är ett släkte av insekter. Gastrinia ingår i familjen Tropiduchidae.
Kladogram enligt Catalogue of Life:
| Gastrinia | \| \| Gastrinia lacerdae \| \| \| \| \| \| Gastrinia vaginata \| \| \| \| |
|           | \| \| Gastrinia lacerdae \| \| \| \| \| \| Gastrinia vaginata \| \| \| \| |
|           | Gastrinia lacerdae                                                        |
|           |                                                                           |
|           | Gastrinia vaginata                                                        |
|           |                                                                           |